# 鄭廷楫
鄭廷楫（？—？），字懋中，福建福州府福清縣渔溪镇上鄭村人。

## 生平
天啓四年（1624年）甲子科福建乡试举人，天啓五年（1625年）联捷乙丑科進士，授户部主事。